# Кобыльники (Сьрода-Слёнска)
Кобыльники (пол. Kobylniki) — деревня и сельский округ в Польше, в гмине Сьрода-Слёнска Сьродского повята Нижнесилезского воеводства.
В 1975—1998 годах Кобыльники с окрестностями административно принадлежали Вроцлавскому воеводству.